# 佐々木一正
佐々木 一正（ささき いっせい - ）は、日本の工学者。北海道工業大学創生工学部教授、株式会社アドヴァンストテクノロジ社長（大学発ベンチャー）。

## 経歴

### 学歴
- 1970年（昭和45年）3月 - 室蘭工業大学工学部工業化学科卒業
- 1982年（昭和57年） - 英国サザンプトン大学大学院工学研究科電子工学専攻修了（Ph.D.）

### 職歴
- 1994年（平成5年）4月 - 北海道工業大学工学部応用電子工学科助教授
- 1995年（平成6年）4月 - 北海道工業大学工学部応用電子工学科教授
- 2001年（平成13年）4月 - 北海道工業大学工学部情報ネットワーク工学科教授
- 2008年（平成20年）4月 - 北海道工業大学創生工学部情報フロンティア工学科教授
- 2013年（平成25年）3月 - 北海道工業大学創生工学部情報フロンティア工学科退職

## 専門（研究・活動内容等）

### 研究概要
光ファイババイオセンサ応用技術について。食品検査、食品品質評価、環境評価、医療診断などの光ファイバセンサとバイオセンサを組み合わせた新しい技術分野の応用の研究。

#### 研究分野
- 通信・ネットワーク工学
- 通信工学
- 光ファイバ工学
- 光バイオセンサ
- 光防災センサ
- 母材計測

#### 研究テーマ
- 光ファイバ母材屈折率分布計測技術
  - 光ファイバ母材、屈折率分布測定、プリフォーム
- 生体用光ファイバセンシングシステムの試作と評価
  - 光ファイバセンサ、プラスチック光ファイバ、チトクロム
- 光ファイバグレーティング歪みセンサによる防災監視システムの開発
  - 光ファイバ歪みセンサ、光ファイバグレーティング、防災監視システム
- 次世代映像放送方式
  - 光ファイバ伝送、テレビ放送、大画面、パノラマカメラ
- 光ファイバ歪センサ応用技術：土木建築、機械、環境などへの具体的応用に関して
- ITS関係
  - 交通事故を防止するためのIT技術

## 受賞・学術賞
- 第10回英国電気工学協会(IEE)Gyre and Landis記念賞（1981年）

## 所属学会
- 応用物理学会
- レーザー学会
- 米国光学会
- 電子情報通信学会（光ファイバ応用技術研究会委員 2002-）
- 日本物理教育学会（北海道支部理事 1985-）
- 画像電子学会
- The International Society for Optical Engineering(SPIE)
- 日本癌学会